# 伯姆费尔德
伯姆费尔德是德国巴伐利亚州的一个市镇。总面积16.27平方公里，总人口1619人，其中男性811人，女性808人（2011年12月31日），人口密度100人/平方公里。